# Luigi Laviano
Luigi Laviano (Caserta, 1911 – Fronte del Don, 16 dicembre 1942) è stato un militare italiano, decorato di Medaglia d'oro al valor militare alla memoria sul fronte russo durante la seconda guerra mondiale.

## Biografia
Nacque a Caserta nel 1911, figlio di Francesco e di Mercedes Trivella.
Dopo aver frequentato il Collegio Militare a Roma, entrò nella Regia Accademia Militare di Artiglieria e Genio di Torino, da cui uscì nell'ottobre 1929 con il grado di sottotenente dell'arma di artiglieria. Al termine del corso di applicazione, promosso tenente, fu assegnato all'8º Reggimento artiglieria campale e in seguito, dal 1936, alla Scuola di applicazione d'arma come insegnante. Divenuto capitano dal l° gennaio 1940 e trasferito al lº Reggimento artiglieria d'armata, dal 10 giugno successivo prese parte alle operazioni di guerra sulla frontiera occidentale contro la Francia. Ritornò poi alla Scuola di applicazione nel novembre dello stesso anno, lasciandola nel giugno 1941 per ritornare all'8º Reggimento artiglieria campale, con il quale partì un mese dopo per l'Unione Sovietica al seguito della 9ª Divisione fanteria "Pasubio", inquadrata nel CSIR.
Cadde in combattimento durante la seconda battaglia difensiva del Don il 16 dicembre 1942 e per il coraggio dimostrato fu decorato di medaglia d'oro al valor militare alla memoria.

### Annotazioni
1. ↑  che divenne generale di corpo d'armata e fu insignito della Croce di Cavaliere dell'Ordine militare di Savoia, reduce della prima e della seconda guerra mondiale.

### Fonti
1. ↑  Gruppo Medaglie d’Oro al Valore Militare 1965, p. 131.
2. 1 2 3 4 5 6  Combattenti Liberazione.
3. ↑   Le onorificenze della Repubblica Italiana, su www.quirinale.it. URL consultato il 19 ottobre 2022.
4. ↑  Registrato alla Corte dei conti lì 5 aprile 1945, guerra registro 3, foglio 255.
5. ↑  http://decoratialvalormilitare.istitutonastroazzurro.org/view_doc.php?img=e-1945%20vol_1/e-1945%20vol_1_00000232.JPG